# Prijevor (Čačak)
Prijevor es un pueblo ubicado en el municipio de Čačak, en el distrito de Moravica, Serbia.

## Superficie
Posee una superficie de 17,89 kilómetros cuadrados.

## Demografía
Según el censo de 2022 la población era de 1440 habitantes, con una densidad de población de 80,48 habitantes por kilómetro cuadrado. La población total de hombres y mujeres era de 718 y 722 respectivamente. Por edades, los grupos se conformaban de la siguiente manera: 233 los menores de edad y adolescentes (0-17 años), 791 al grupo de adultos (18-64 años) y 416 las personas de la tercera edad (mayores de 65 años).